# Knema uliginosa
Knema uliginosa är en tvåhjärtbladig växtart som beskrevs av James Sinclair.
Knema uliginosa ingår i släktet Knema och familjen Myristicaceae. Inga underarter finns listade i Catalogue of Life.